# Стејт Лајн (Мисисипи)
Стејт Лајн (енгл. State Line) град је у америчкој савезној држави Мисисипи.

## Демографија
По попису из 2010. године број становника је 565, што је 10 (1,8%) становника више него 2000. године.
| Група             | 2000.       | 2010.       |
| Белци             | 237 (42,7%) | 235 (41,6%) |
| Афроамериканци    | 316 (56,9%) | 323 (57,2%) |
| Азијати           | 0 (0,0%)    | 0 (0,0%)    |
| Хиспаноамериканци | 0 (0,0%)    | 4 (0,7%)    |
| Укупно            | 555         | 565         |